# سن اوآن لومون
شهر سن اوآن لومون (به فرانسوی: Saint-Ouen-l'Aumône) در شهرستان ولدوآز در ناحیه ایل-دو-فرانس با جمعیت ۲۲٬۶۸۱ نفر در کشور فرانسه واقع شده است